# Harvey Comics
Harvey Comics (também conhecida como Harvey World Famous Comics, Harvey Publications, Harvey Comics Entertainment, Harvey Hits, Harvey Illustrated Humor e Harvey Picture Magazines) foi uma editora de quadrinhos estadunidense, fundada em 1941 por Alfred Harvey, após a compra da pequena editora Brookwood Publications. Os irmãos de Alfred, Robert B. Harvey e Leon Harvey, se associaram ao negócio pouco depois. A companhia publicava sob licença até que nos anos de 1950 começou com seus próprios personagens. O artista mais criativo associado com a editora foi Warren Kremer.
No Brasil, os quadrinhos da Harvey foram publicadas por diversas editoras, tais como O Cruzeiro, Rio Gráfica Editora, Editora Vecchi e Pixel Media.

## História

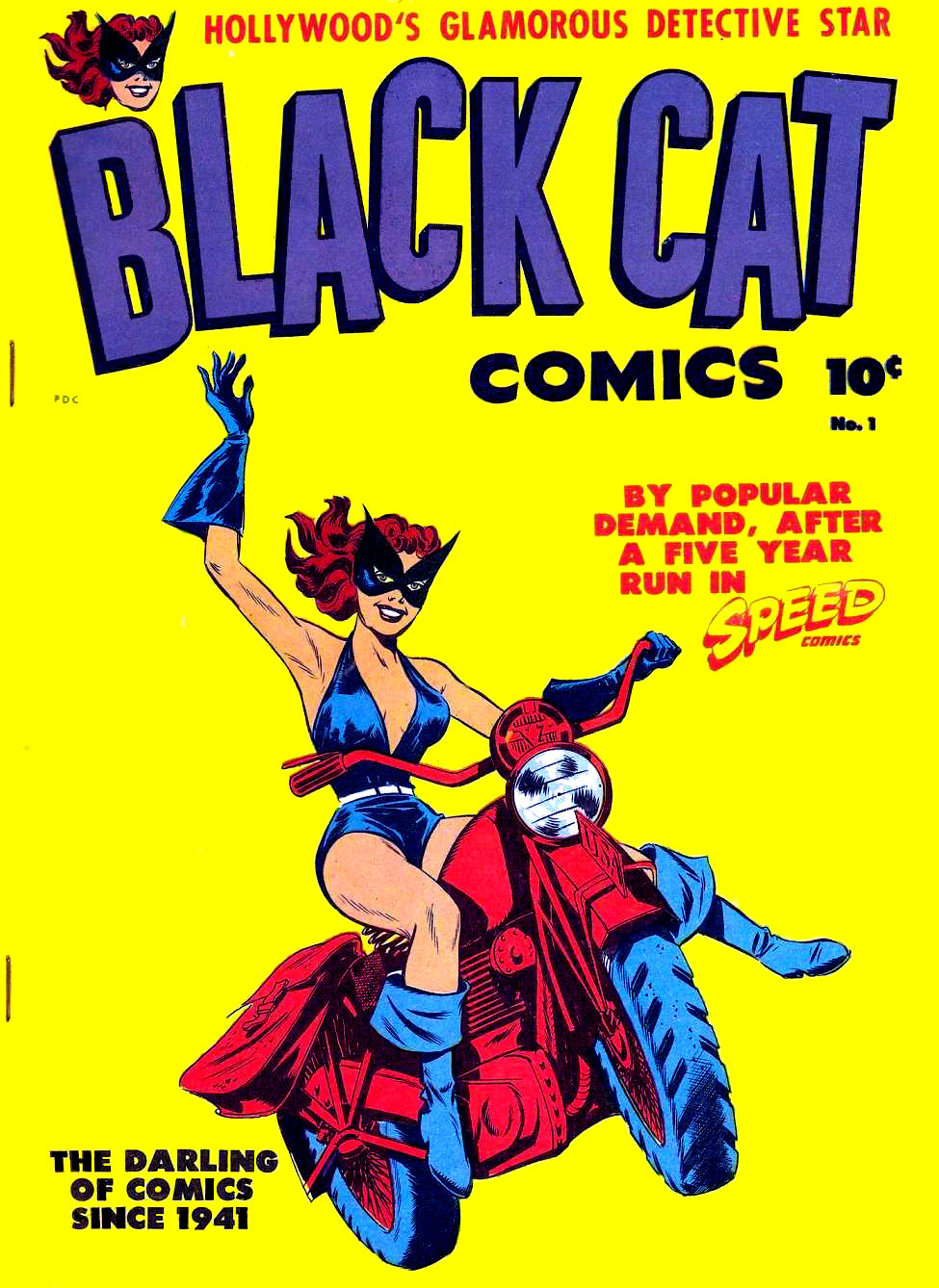
Black Cat #1, Harvey Comics, 1946

Harvey Comics foi fundada pelos irmãos Harvey, Leon, Robert e Alfred na década de 1940. Harvey Comics adquiriu um título da Brookwood Publications, Speed Comics. Os personagens principais da revista eram Shock Gibson e Captain Freedom, um herói patriótico como o The Shield. Harvey lançou mais antologias incluindo Champion Comics and Pocket Comics. Dos novos títulos apenas um duraria mais tempo, The Black Cat.
Harvey começou a se focar em quadrinhos licenciados, quando em 1942 assumiu a licença do herói de rádio Green Hornet, que havia tido seis edições publicadas pela Holyoke. Harvey acrescentou novos títulos de tal forma que a maioria de seus títulos eram licenciados. Personagens licenciados como Joe Palooka, Blondie e Dick Tracy e outros personagens de tiras de jornal.
A empresa finalmente se tornou mais conhecida por personagens que publicados em quadrinhos a partir de 1950 em diante, particularmente aqueles que eram licenciados do estúdio de animação Famous Studios, uma unidade da Paramount Pictures, a partir de 1951. Estes incluem Little Audrey, Casper the Friendly Ghost, Baby Huey, e Herman and Katnip. Harvey também licenciou personagens populares de tiras de jornal, como Mutt and Jeff e Sack Sad. Além disso, Harvey também desenvolveram tais propriedades originais como Richie Rich, Little Dot e Little Lotta.
Enquanto a empresa tentava diversificar os quadrinhos que publicava, teve breves incursões na década de 1950 e 1960 em super-herói, suspense, horror, faroeste e outros gêneros em selos como Harvey Thriller e Thrill Adventure, história em quadrinhos infantis representavam a maior parte de sua produção.
Em 27 de Julho de 1958, Harvey comprou toda a linha do Famous Studios (incluindo os direitos de personagens e direitos para os curta-metragens animação). Os curtas do Famous Studios foram distribuídos para a televisão como Harveytoons e a Harvey continuou a produção de novos quadrinhos e um punhado de novos desenhos animados produzidos para a televisão. Casper, que tinha sido personagem original mais popular do Famous Studios, agora tornou-se carro-chefe da Harvey. personagens associados, tais como assustador Spooky the Tuff Little Ghost, Ghostly Trio, Nightmare, o cavalo fantasma de Casper, Hot Stuff the Little Devil, e Wendy the Good Little Witch, foram adicionados a linha da Harvey.
No início da anos 1980, a Marvel Comics estava em negociações com Harvey Comics para assumir publicação de alguns dos seus personagens. O editor Harvey Sid Jacobson, juntamente com os outros funcionários da editora, foram entrevistados por Mike Hobson, o vice-presidente da publicação da Marvel. Como parte do processo, Jacobson criou vários novos personagens que foram bem recebidos por Hobson e efetivamente selaram o acordo. O editor-chefe da Marvel, Jim Shooter nomou Tom DeFalco como editor executivo para coordenar com a equipe da Harvey, que foram contratados pela Marvel. No dia definido para a Marvel assumir as publicações da Harvey, a Harvey Comics desfez negócio devido a um desacordo interno entre Alfred e Leon. Harvey deixaria de publicar seus quadrinhos em 1982.
Em 1984, Steve Geppi (dono da Diamond Comic Distributors e Geppi's Comic World) pagou 50.000 dólares, por todo o arquivo da Harvey sobre a arte original da Harvey de Sack Sad e outras propriedades. Geppi fez este acordo com Steve Harvey, que na época era Presidente da Harvey Publications, Inc., bem como Presidente da Sack Sad, Inc., uma subsidiária integral da Harvey Publications, Inc.
Em 1985, o selo Star Comics da Marvel lançou Royal Roy. Harvey processou Star Comics por violação de direitos autorais, alegando que Roy era uma cópia descarada de Richie Rich.  (O veterano roteirista e ilustrador da Harvey, Lennie Herman havia criado Royal Roy para Star Comics. Herman morreu em 1983, antes da primeira edição da Royal Roy ter sido publicada.) A revista em quadrinhos Royal Roy terminou depois de seis edições e o processo foi arquivado.
Em 1986, Harvey voltou a publicar sob a liderança de Alan Harvey (filho mais velho de Alfred), com foco em algumas centrais títulos e republicações.
Em 1987, Harvey processou a Columbia Pictures em 50 milhões de dólares, alegando que o logotipo do filme Ghostbusters de 1984, era muito parecido de Fatso da série Casper. O tribunal decidiu em favor da Columbia, devido a uma falha da Harvey na renovação os direitos de copyright das primeiras histórias de Casper e as "limitações para desenhar uma figura de um fantasma em desenhos animados."
Em 1989, Harvey foi vendida para a HMH Communications de Jeffrey Montgomery, localizada em Santa Monica, Califórnia. Ela foi renomeada para Harvey Comics Entertainment (HCE), no início da década de 1990, republicou histórias antigas como Harvey Classics. Em 1993, a empresa criou duas marcas, Nemesis Comics e Ultracomics, para publicar quadrinhos Ultraman e outros títulos. HCE encerrou suas atividades em 1994.
Enquanto isso, no entanto, Montgomery distribuiu o catálogo de animações da Harvey em todos os mercados, e vendeu 20% da empresa a MCA Inc., controladora do Universal Studios. (Universal licenciou os personagens para uso em seus parques temáticos) Montgomery também licenciou Richie Rich e Casper para dois longas-metragens: Richie Rich estreou em 1994, e Casper em 1995.
Montgomery também fechou um acordo de publicação e distribuição com a Marvel Comics, o que levou a Marvel para publicar títulos de Casper, incluindo uma adaptação do filme Casper. Duas edições de uma revista de Casper foram publicadas em Maio de 1997, seguida pela curta revista Casper and Friends Magazine (Maio-Julho de 1997).
Montgomery foi expulso da HCE em 1997, e em 2001, a empresa vendeu suas propriedades e direitos do nome Harvey para a Classic Media. HCE foi renomeada para Sunland Entertainment Co., Sunland produziu novos filmes e distribuiu sua biblioteca de 150 filmes e 60 episódios de televisão.
Sad Sack é ainda de propriedade dos herdeiros dos Harvey, bem como a heroína Black Cat.

## Distribuição dos desenhos
Por anos, a distribuição dos desenhos do The Harveytoons Show foram da Worldvision Enterprises. Worldvision distribuia as primeiras séries do Famous Studios (e durante algum tempo das do Fleischer Studios) até que foi incorporada à divisão de televisão (Paramount Television) da Paramount Pictures. Universal Studios, que possui as animações sonoras da Paramount anteriores a década de 1950 através de sua divisão de televisão, uma vez que possuiu os direitos de vídeo para os desenhos animados de Harvey, até 2001, quando a Classic Media (DreamWorks Classics) obteve o catálogo animado. Em 2016, as propriedades da Harvey Comics retornaram à Universal quando foram adquiridas pela Comcast, que adquriu a DreamWorks Classics, após comprar a DreamWorks Animation. Eventualmente, em 12 de dezembro de 2017, a DreamWorks Animation e a Netflix anunciaram uma nova série com base nos personagens da Harvey Comisc intitulados Harvey Street Kids, que marcaria  mostraria as personagens Audrey, Lotta e Dot. Atualmente está planejado para lançamento em 2018.

## Personagens da Harvey

### Gasparzinho e seus amigos
- Gasparzinho (Casper the Friendly Ghost)
- Lelo (Spooky the Tuff Little Ghost)
- Pearl (namorada de Lelo ou Spooky) (pronunciada "Poil" por Lelo devido a seu acentuado sotaque do Brooklyn nas revistas americanas, o que chegou a confundir os leitores. No Brasil esse sotaque foi traduzido como uma fala fanhosa.)
- Trio Assombro (The Ghostly Trio)
- Cavalo fantasma de Gasparzinho (Nightmare the Galloping Ghost)
- Brasinha (Hot Stuff the Little Devil)
- Luísa, a Boa Bruxinha (Wendy the Good Little Witch)

### Outros personagens
- Baby Huey (publicado como Bronco, pela RGE)
- Bunny Ball (tentativa da Harvey em conseguir o mercado adolescente)[14]
- Flat-Top
- Herman and Katnip
- Jackie Jokers o príncipe palhaço do mundo artístico
- Tininha (Little Audrey)
- Brotoeja (Little Dot)
- Bolota (Little Lotta)
- Mayda Munny
- Mazie
- Modern Madcaps (personagens avulsos)
- Rags Rabbit
- Riquinho (Richie Rich)
- Sad Sack
- Miudinho (Stumbo the Giant)
- Tommy Tortoise and Moe Hare

## Super-heróis da Harvey

### Era de Ouro
- Black Cat
- Boys' Ranch (criado por Simon & Kirby)
- Captain Freedom
- Fly-Man (criado por Sam Glanzman)
- Shock Gibson
- Human Meteor
- Phantom Sphinx
- Red Blazer
- Spirit of '76 (Espírito de 76, relançado por Roy Thomas na Marvel)
- Stuntman (criado por Joe Simon)
- Zebra
- Barry Kuda
- Black Orchid
- Blazing Scarab
- Clown
- Firebrand
- Neptina
- Night Hawk
- Red Demon
- Scarlet Arrow
- Scarlet Nemesis
- Scarlet Phantom
- Spitfire (Mahon)
- White Mask

### Era de Prata (Harvey Thriller)
- Bee-Man
- Captain 3-D (propriedade de Simon e Kirby)
- Captain Flower
- Fighting American (propriedade de Joe Simon)
- Fruitman (propriedade de Warren Harvey)
- Glowing Gladiator
- Jack Q. Frost
- Jigsaw (propriedade de Joe Simon)
- Magic Master
- Man in Black
- Miracles, Inc
- Pirana (propriedade de Joe Simon)
- Sooper Hippie
- Spyman (propriedade de Joe Simon)
- Tiger Boy (propriedade de Joe Simon)